# Calvin Keys
Calvin Keys (* 6. Februar 1942 in Omaha, Nebraska; † 14. April 2024 in Berkeley) war
ein US-amerikanischer Jazz-Musiker (Gitarre). Keys war vor allem für seine auf dem Label Black Jazz Records veröffentlichten Alben bekannt.

## Leben und Wirken
Calvin Keys hatte schon früh Unterricht von seinem Vater Otis Keys, einem Schlagzeuger. Zu Beginn seiner eigenen musikalischen Karriere spielte Keys mit Größen wie Eddie Cleanhead Vinson und dem Bassisten Gerald Holts. Im Alter von 17 Jahren ging er erstmals mit dem Saxofonisten Little Walkin’ Willie auf Tour und trat dann in die Fußstapfen seines Vaters in Kansas City, wo er seine ersten Auftritte mit Preston Love vom Count Basie Orchestra und dem Frank Edwards Organ Trio hatte. Diese Grundlage führte zur Zusammenarbeit mit Jimmy Smith und schließlich mit mehreren anderen Orgelgrößen, Jimmy McGriff, Jack McDuff und Groove Holmes.
1969 zog Keys nach Los Angeles. 1971 nahm er sein erstes Album, Shawn-Neeq, auf dem damals neuen Label Blackjazz von Gene Russell auf. Bald darauf wurde er für Aufnahmen und Tourneen mit Ray Charles engagiert, auch mit dessen Big Band durch Europa.
1973 veröffentlichte Blackjazz sein zweites Soloalbum, Proceed with Caution. Zu dieser Zeit begann er auch, seinen neu gegebenen afrikanischen Namen Ajafika zu verwenden. Kurz darauf erhielt Keys die Gelegenheit, mit dem Pianisten Ahmad Jamal zusammenzuarbeiten. Keys verbrachte den größten Teil der nächsten sieben Jahre damit, sechs Alben aufzunehmen und mit Ahmad aufzutreten. 1975 zog Keys in die San Francisco Bay Area und wurde Mitglied der dortigen Jazz-Community. Er arbeitete regelmäßig mit John Handy, Bobby Hutcherson, Eddie Marshall, Leon Williams, Bob Braye, Ed Kelley, Eddie Duran, Bruce Forman, Junius Simons, Eddie Moore und anderen. In den 1980er Jahren trat Calvin mit Größen wie Tony Bennett, Pharoah Sanders und Sonny Stitt auf.

## Diskografie

### Als Frontmann
- Hand Made Portrait (Silverado Records, 2006)
- Vertical Clearance (Wide Hive Records, 2006)
- Calvinesque (Silverado Records, 2005)
- An Evening with Calvin Keys (Life Force Jazz, 2003)
- Detours: Into Unconscious Rhythms (Wide Hive Records, 2000)
- Touch (Olive Branch Records, 2000)
- Standard Keys (Life Force Jazz, 1997)
- Maria’s First (1987)
- Full Court Press (Olive Branch Records, 1983)
- Criss Cross (Ovation, Inc., 1977)
- Proceed with Caution (Black Jazz Records, 1974)
- Shawn Neeq (Black Jazz Records, 1971)

### Mit Ahmad Jamal
- A-Paris (Atlantic Records, 1996)
- Night Song (Motown, 1980)
- Intervals (20th Century Records, 1979)
- One (20th Century Records, 1979)
- Recorded Live at Oil Can Harry’s (Catalyst Records, 1976)
- Steppin Out with a Dream (20th Century Records, 1976)
- Genetic Walk (20th Century Records, 1975)

### Zusammenarbeit mit anderen Künstlern
- From My Heart, Guarneri Jazz Quartet (2003)
- Chromatology, Upsurge (Abolition Media, 2003)
- Marian Gurnere (2003)
- Halad: The Offering, Robbie Kwock / Melicio Magdalayo Sextet (RKjazz, 2001)
- The Jazz Professor, Bill Bell (Professor Records, 1999)
- Life On Uranus, The Nova Ghost Sect-tet (A-Records, 1998)
- I Ain’t Doin’ Too Bad, James Van Buren (Van Buren Records & Tapes, 1998)
- Salty Pappa Blues, Denise Perrier (Concord Records, 1997)
- I Wanna Be Loved, Denise Perrier (Chez Perrier, 1997)
- Salty Pappa Blues, Denise Perrier (Concord Records, 1997)
- Forever Love, Ricardo Scales (1996)
- Badfoot Bill & The Bunions Marching Band, Bill Cosby (1972)

### Compilations
- In Celebration of Life (American-Italian Cancer Foundation, 2003)
- Hear Music Volume 7, Track: „Walking“ (Hear Music, 2002)
- LifeForce Records Compilation, Calvin Keys Quartet (Life Force Jazz)